# Grape Creek
Grape Creek – jednostka osadnicza w Stanach Zjednoczonych, w stanie Teksas, w hrabstwie Tom Green.